# Marienviertel (Oberhausen)
Das Marienviertel ist ein Stadtteil von Oberhausen im Stadtbezirk Alt-Oberhausen. Der Name leitet sich her von der 1857 erbauten Marienkirche. Der statistische Bezirk „Marienkirche“ hat bei einer Fläche von 3,67 km² 5562 Einwohner (Stand Dezember 2023).
Der Kernbereich des Marienviertels wird im Westen und Norden von Bahnlinien begrenzt, im Osten von der B 223 (Mülheimer Straße) und im Süden durch die Ebertstraße. Die städtische Besiedelung des ursprünglichen Heidegebietes setzte in der zweiten Hälfte des 19. Jahrhunderts ein. 

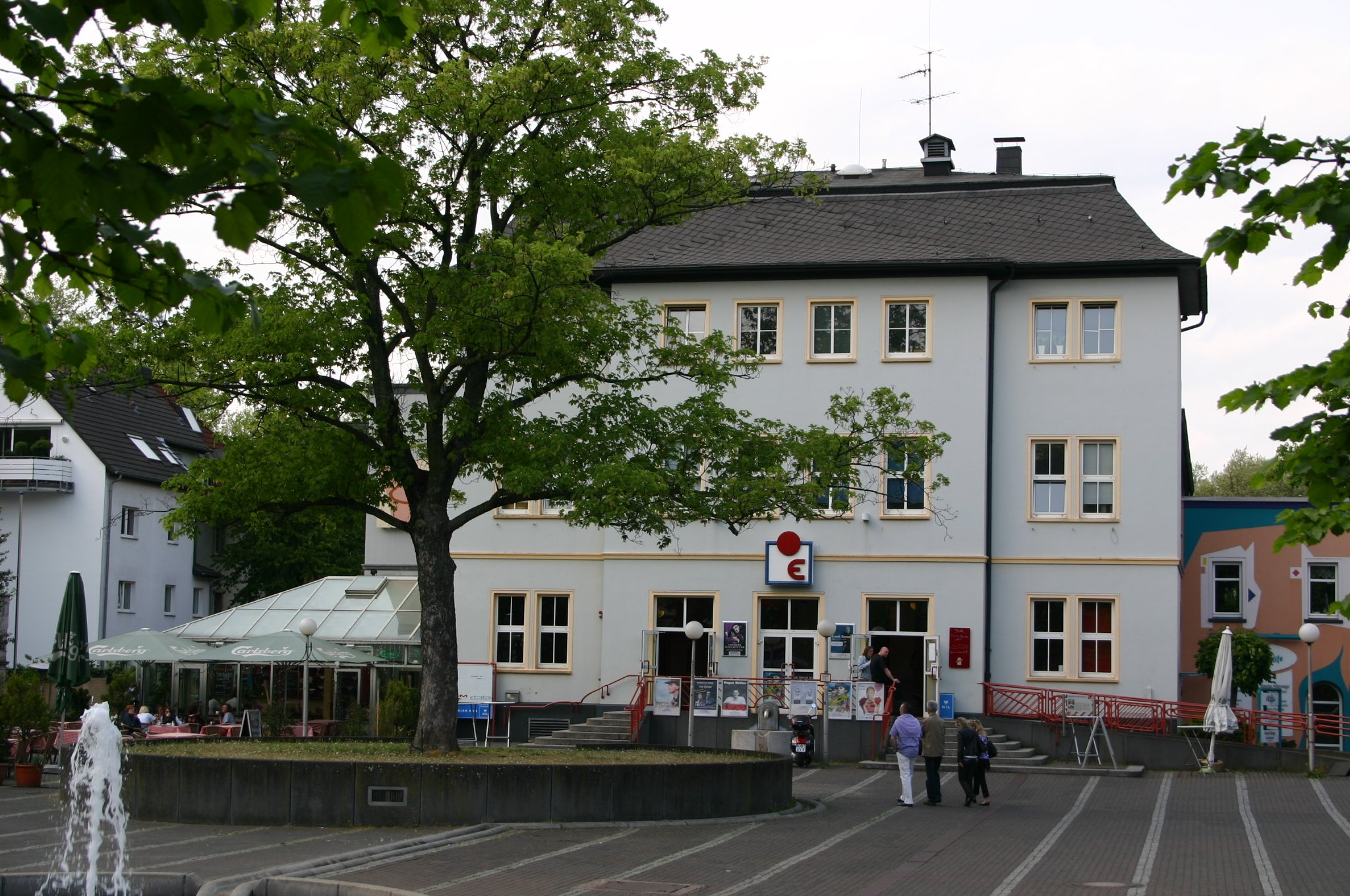
Ebertbad mit Ebertplatz, dem einstigen Neumarkt

Zeitweise verfolgten die Stadtplaner das Ziel, um den Neumarkt – den heutigen Ebertplatz – das Zentrum der noch jungen Stadt zu konzentrieren und ein Gegengewicht zum sich als Geschäftszentrum etablierenden Altmarkt zu schaffen. Dieser Plan scheiterte jedoch an lokalen wirtschaftlichen Interessen – auch bei einem erneuten Versuch zu Beginn des 20. Jahrhunderts, dem inzwischen sich um den Grillopark gruppierenden Rathausviertel nach Norden hin durch weitere öffentliche Einrichtungen mehr Gewicht zu verleihen.

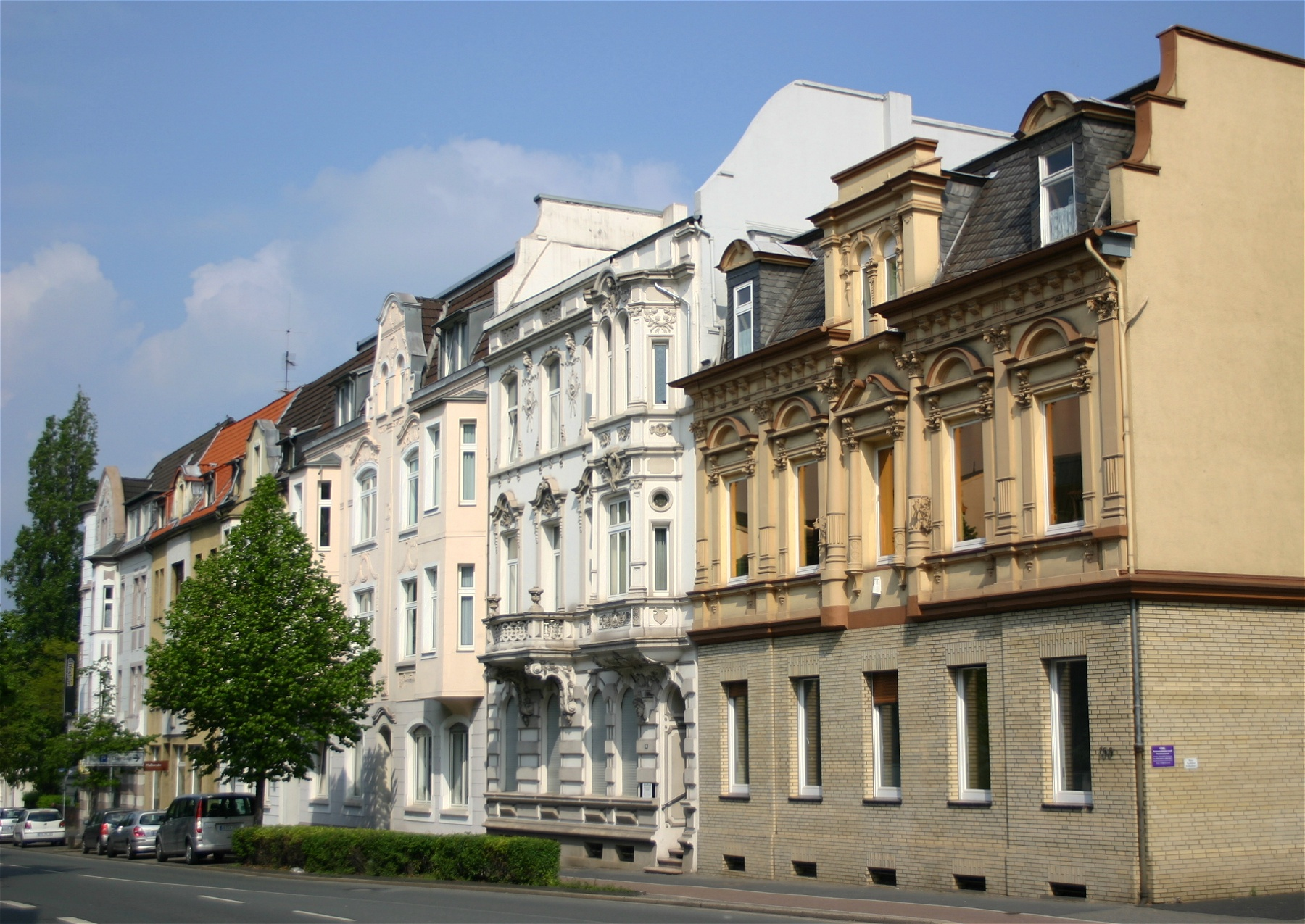
Häuserzeile an der Ebertstraße

Erfolgreicher und nachhaltiger waren dagegen die planerischen Bemühungen, auf der anderen Seite der Mülheimer Straße im Osten der Marienkirche ein großzügig angelegtes gehobenes Wohnviertel zu schaffen, das gewissermaßen als „Puffer“ zwischen dem Stadtzentrum und den weiter östlich gelegenen Arbeiterwohnsiedlungen fungieren sollte. Alleen, teilweise mit Mittelpromenaden, offene Bebauung und klangvolle Namen wie Bismarck-, Goethe- und Schillerstraße signalisierten ein „solides gutbürgerliches Wohngebiet“, das neben dem Rathausviertel und der Siedlung Grafenbusch zu den besten Adressen Alt-Oberhausens gehörte. Als Gegenstück zur Marienkirche entstand im Zentrum dieses Viertels die 1899 eingeweihte Lutherkirche.
Das heute offiziell oft als „Marienviertel-Ost“ bezeichnete „Bismarckviertel“ weist auch heute noch einen für Oberhausen verhältnismäßig hohen Anteil repräsentativer Bürgerhäuser auf, auch wenn sich nach dem Zweiten Weltkrieg vor allem entlang der Mülheimer Straße eine modernere urbanere Bebauung durchgesetzt hat. In jüngerer Zeit findet bei der sozialräumlichen Einteilung des Stadtgebiets der Terminus „Marienviertel“ eine deutlich weitere Auslegung als zur Zeit seines Ursprungs. Dem Quartier „Marienviertel-West“ im Sozialraum Oberhausen-Mitte / Styrum werden auch das südlich anschließende Rathausviertel, der nördlich der Bahnstrecke Duisburg–Dortmund gelegene Gewerbe- und Technologiepark „Am Kaisergarten“ und das Naherholungsgebiet Kaisergarten selbst zugerechnet; während dem Quartier „Marienviertel-Ost“ im Sozialraum Oberhausen-Ost ein Teil des ebenfalls nördlich der Bahnstrecke befindlichen Gewerbegebiets „Am Technologiezentrum“ zugeschlagen wird. Das in diesem Sinne als Verbindungsglied zwischen altem Stadtzentrum und Neuer Mitte aufgewertete Marienviertel ist nach wie vor als bevorzugtes Quartier anzusehen, das zudem zahlreiche kulturelle und infrastrukturelle Einrichtungen aufweist, darunter ein Gymnasium und eine Gesamtschule, zwei Krankenhäuser, Stadthalle und Stadttheater sowie Sehenswürdigkeiten wie das Schloss Oberhausen oder das Werksgasthaus der Gutehoffnungshütte.